# Yinping-Straße
Die Yinping-Straße (chinesisch 阴平道, Pinyin Yīnpíng dào) ist eine alte Shu-Straße. Sie führt von Gansu nach Shu (Sichuan).
Sie beginnt im Kreis Wen von Longnan in Gansu, führt über das Gebirge Min Shan, in Sichuan via Pingwu und Jiangyou, westlich um Jiange und dann direkt nach Chengdu. In der Wei-Dynastie der Zeit der Drei Reiche benutzte Deng Ai bei seiner Eroberung des Shu-Staates diesen Weg.